# Klokke-slægten
Klokke (Campanula) er en slægt med 473 arter, der er udbredt i Europa, Asien og Nordamerika. Det er stauder eller sjældnere: én- eller toårige planter, ofte med en bunddækkende eller pudeagtig vækstform. Frugterne er 3- eller 5-rummede kapsler. Blomsterne er samlet i klaser eller aks, og de er 5-tallige og regelmæssige. Kronbladene er som regel blå eller violette, og de er rør- eller klokkeformet sammenvoksede, mens spidserne dog er frie. Frugterne er kapsler med små huller, hvor de mange frø kan drysse ud.
Her omtales kun de arter, som er vildtvoksende eller dyrket i Danmark.
| Beskrevne arter |

| - Bredbladet klokke (Campanula latifolia) - Enblomstret klokke (Campanula uniflora) - Engklokke (Campanula patula) - Ensidig klokke (Campanula rapunculoides) eller havepest - Hvas klokke (Campanula cervicaria) - Italiensk klokke (Campanula garganica) - Stjerneklokke (Campanula poscharskyana) - Krybeklokke (Campanula portenschlagiana) | - Liden klokke (Campanula rotundifolia) eller blåklokke - Mælkeklokke (Campanula lactiflora) - Nældeklokke (Campanula trachelium) - Nøgleklokke (Campanula glomerata) - Rapunselklokke (Campanula rapunculus) - Skægklokke (Campanula barbata) - Smalbladet klokke (Campanula persicifolia) |

| Andre arter (udvalg) |

| - Campanula aizoides - Alpeklokke (Campanula alpina) - Karpaterklokke (Campanula carpatica) - Tueklokke (Campanula cespitosa) - Dværgklokke (Campanula cochlearifolia) - Adriaterklokke (Campanula elatines) - Udskåret klokke (Campanula excisa) - Appenninerklokke (Campanula foliosa) - Bethlehemstjerne (Campanula isophylla) - Hørbladet klokke (Campanula linifolia) - Marieklokke (Campanula medium) - Dolomiterklokke (Campanula morettiana) | - Mørk klokke (Campanula pulla) - Prikket klokke (Campanula punctata) - Pyramideklokke (Campanula pyramidalis) - Campanula raddeana - Campanula sarmatica - Campanula saxatilis - Sibirisk klokke (Campanula sibirica) - Prægtig klokke (Campanula speciosa) - Ährige glockenblume (Campanula spicata) - Koreaklokke (Campanula takesimana) - Bleggul klokke (Campanula thyrsoides) - Fredsklokke (Campanula wanneri) |